# Clarkia exilis
Clarkia exilis là một loài thực vật có hoa trong họ Anh thảo chiều. Loài này được H.F.Lewis & Vasek mô tả khoa học đầu tiên năm 1954.

## Hình ảnh

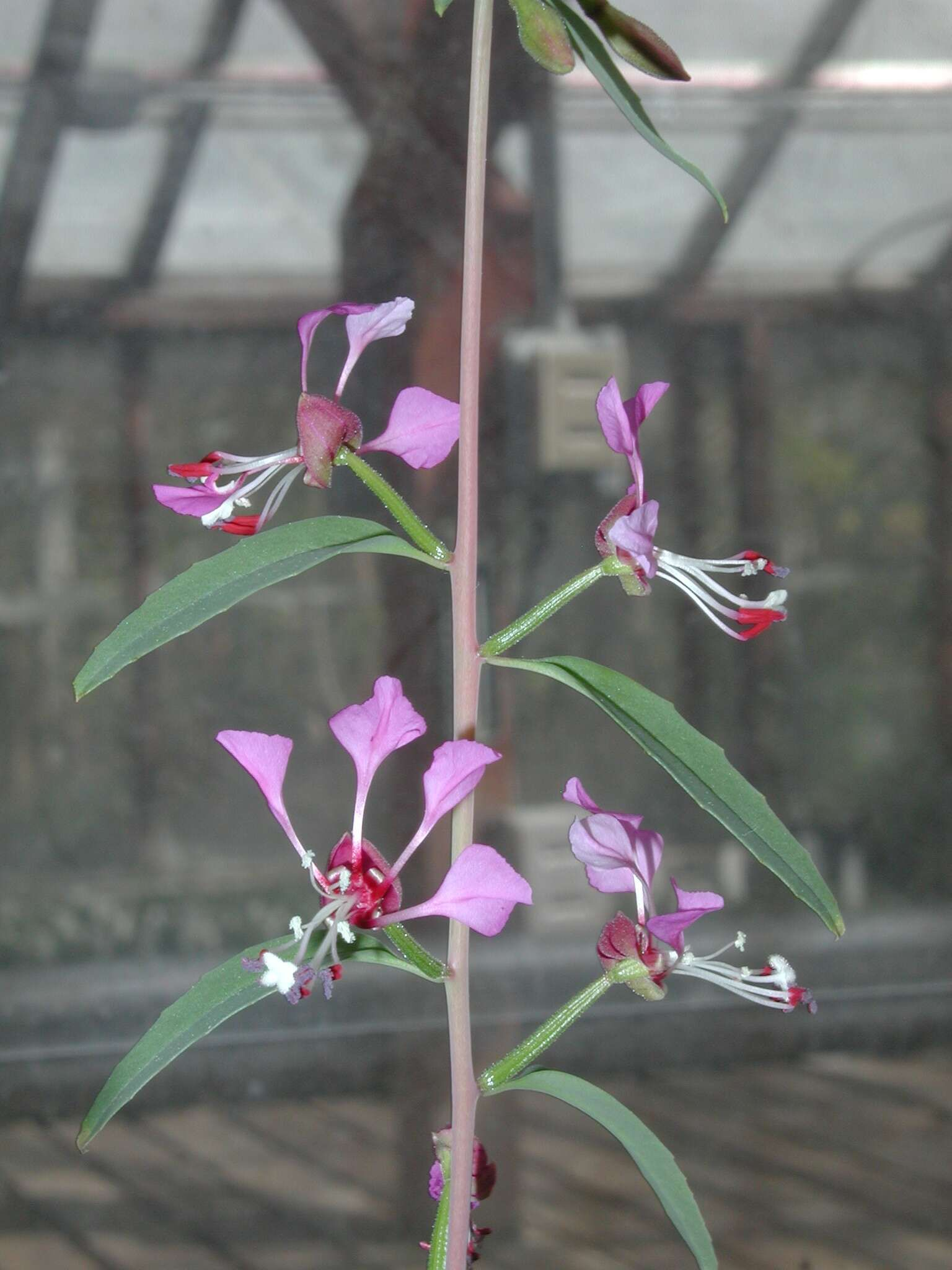